# 왓니껴
"왓니껴"는 2014년에 개봉한 대한민국의 영화이다.

## 캐스팅
- 심혜진 : 혜숙 역
- 전노민 : 기주 역
- 권재원 : 택규 역
- 이주실 : 혜숙 모 역
- 윤희원 : 혜숙남편 역
- 민지 : 연주 역
- 진수현 : 기주부인 역
- 진혜경 : 택규부인 역
- 김태용 : 어린 기주 역
- 명계남 : 기주 부 역 (특별출연)
- 권병길 : 택규 부 역 (특별출연)
- 한태일 : 노부부 역 (특별출연)
- 노윤화 : 노부부 역 (특별출연)
- 이균식 : 선비 역 (특별출연)